# Bandy i Österrike
Bandy i Österrike

## Historia
Österrike deltog i Europamästerskapet i bandy 1913 som Österrike-Ungern, och spelet levde kvar några år efter första världskriget, mycket tack vare utebanan i Wien. Organiserad bandy överlevde längre i Österrike än på andra platser i Centraleuropa. Den sista matchen spelades 31/12 1923. I dag spelas ingen organiserad bandy i Österrike. Österrike är inte med i världsbandyförbundet "Federation of International Bandy".